# Ron Bielecki
Ron Santo Bielecki (* 24. August 1998 in Berlin) ist ein deutscher YouTuber, Influencer und Musiker, der durch Fitness-Videos und später durch Inhalte über seinen exzessiven Lebensstil Bekanntheit erlangte.

## Leben
Ron Bielecki wurde am 24. August 1998 in Berlin geboren. Seine Eltern stammen aus Polen. Als Jugendlicher begann er aufgrund von Hänseleien in der Schule mit Krafttraining. 2016 startete er seinen YouTube-Kanal mit Inhalten zu Fitness, Workouts und Challenges.

## Karriere
Nach ersten Erfolgen auf YouTube wurde Julian Zietlow, Gründer eines Supplement-Unternehmens, auf Bielecki aufmerksam und engagierte ihn als Werbeträger. 2022 endete diese Zusammenarbeit. Anschließend wechselte Bielecki zu einer Videocreator-Firma und veröffentlichte vermehrt Videos, in denen er seinen Alkoholkonsum und exzessiven Lebensstil zeigte. Besondere Aufmerksamkeit erregte er mit dem sogenannten "Bier-Tornado", einer Technik, bei der er eine Flasche Bier durch schnelles Drehen des Kopfes in kurzer Zeit leert.
2021 brachte er eine eigene Wodka-Marke auf den Markt und gründete 2022 die Firmen "Lucky Ron UG" und "Rich Ron UG". Neben seinen Aktivitäten als Influencer veröffentlichte Bielecki auch Partysongs wie Tornado, den er 2022 gemeinsam mit Ikke Hüftgold aufnahm. Der Song verzeichnete über drei Millionen Streams auf Spotify.
2023 nahm er an der elften Staffel von Promi Big Brother teil und verließ das Haus als Zehnter.

## Kontroversen
Im Juni 2022 geriet Bielecki in die Kritik, als er während eines Rammstein-Konzerts in Berlin einen anderen Besucher als "Geringverdiener" beleidigte und mit seinem Einkommen prahlte. Dieses Verhalten führte zu einem erheblichen Shitstorm und dem Ende der Zusammenarbeit mit Rocka Nutrition.
Im Februar 2023 wurde gegen Bielecki ein Strafbefehl in Höhe von 480.000 Euro wegen Teilnahme an illegalem Online-Glücksspiel und Werbung dafür erlassen. Zwischen Oktober 2021 und Mai 2022 soll er in 51 Fällen an verbotenen Glücksspielen teilgenommen und in 37 Fällen Werbung dafür gemacht haben. Der Strafbefehl ist noch nicht rechtskräftig, da Bielecki Einspruch eingelegt hat.